# Estación Intermodal Vespucio Norte
La Estación Intermodal Vespucio Norte es una estación de intercambio modal operada por Metro S.A. y ubicada entre las calles Américo Vespucio y Principal Capitán Ignacio Carrera Pinto, en la comuna de Recoleta. Fue inaugurada el 4 de febrero de 2008, dos años después de la inauguración de la extensión norte de la Línea 2 del Metro de Santiago, con la finalidad de conectar a los habitantes de Lampa, Colina, Batuco y Til Til.
Se encuentra conectada directamente con la estación Vespucio Norte.

## Servicios de buses

### ServiciosRed
| Andén | Servicio | Destino               | Recorrido |
| ----- | -------- | --------------------- | --- |
| 4     | 117      | Departamental Oriente | Av. Recoleta - Cam. al Bosque de Santiago - Av. del Parque - Túnel San Cristóbal - Av. Pedro de Valdivia - Exequiel Fernández - Froilán Roa - Av. Departamental - Av. Tobalaba - Hasta Las Torres   |
| 5     | B27      | Salvador              | Av. Principal Cap. Ignacio Carrera Pinto - Alberto González - Av. La Palmilla - Av. Independencia - Recoleta Franciscana - San Antonio - Merced - Av. Providencia                                   |
| 6     | B19      | Cardenal Caro         | Av. Principal Cap. Ignacio Carrera Pinto - Av. Gral. Gambino - Calle G - Huechuraba - Av. Granada - Av. Card. José María Caro - Av. Independencia                                                   |
| 6     | B25      | Cerro Blanco          | Calle G - Av. El Guanaco - Av. Einstein - Plaza Chacabuco - Prof. Alberto Zañartu - Av. Recoleta |
| 7     | B43      | Lo Marcoleta          | Calle G - Av. Américo Vespucio - Los Libertadores - Av. Lo Campino - Lo Cruzat - Costaneras Férreas - Antumalal - Romeral - Lo Ovalle - Av. Las Torres - Los Himalayas - Santa Laura - Lo Marcoleta |
| 7     | B18      | Villa Pucará          | Calle G - Av. Américo Vespucio - Los Libertadores - Américo Vespucio - Ramón Rosales - Pza. de Quilicura - Gral. San Martín - Ismael Briceño                                                        |
| 8     | B16      | El Carmen             | Av. Principal Cap. Ignacio Carrera Pinto - Av. Américo Vespucio - Av. Pedro Fontova - Av. El Guanaco Norte - Berta Correa                                                                           |

### Servicios interurbanos
| Servicio     | Destino            | Recorrido |
| ------------ | ------------------ | --- |
| Alfalfal     | Valle Grande       | Principal Capitán Ignacio Carrera Pinto - El Guanaco - Panamericana Norte - San Ignacio - Cerro Santa Lucía - Pdte. Eduardo Frei Montalva - La Montaña - General San Martín Norte - La Montaña Norte |
| Buses Colina | Colina             | Principal Capitán Ignacio Carrera Pinto - El Guanaco - General San Martín - El Tranque - Fontt - Calle B - Diez - Dieciséis - General San Martín |
| Cobrexpress  | Colina             | Principal Capitán Ignacio Carrera Pinto - El Guanaco - Panamericana Norte - Lo Pinto - General San Martín - El Tranque - Fontt - Calle B - Fontt - Moisés Musiate Allel - General San Martín |
| Cobrexpress  | Polpaico / Til Til | Principal Capitán Ignacio Carrera Pinto - El Guanaco - Panamericana Norte - Camino a Polpaico - Plazuela de Polpaico - Camino a Til Til - Arturo Prat - El Atajo - Bernardo O'Higgins - Arturo Prat - María de la Paz - José Manuel Aguilar - Daniel Moya - Cementerio                                                                               |
| Lampa Batuco | Lampa              | Principal Capitán Ignacio Carrera Pinto - El Guanaco - Panamericana Norte - Santa Rosa - Juan Ortega Beiza - España - Francia - Figueroa - Argentina - Camino Lampa Batuco - Cacique Colín - Pedro Aguirre Cerda - Sargento Aldea - Balmaceda - Jovino Novoa - Isabel Riquelme - Antonio Varas - Manuel Montt - Miraflores - Barros Luco - Quinquila |
| Lampa Batuco | Quinquila          | Principal Capitán Ignacio Carrera Pinto - El Guanaco - Panamericana Norte - Cacique Colín - Pedro Aguirre Cerda - Sargento Aldea - Balmaceda - Jovino Novoa - Isabel Riquelme - Antonio Varas - Manuel Montt - Miraflores - Quinquila |
| Lampa Batuco | Valle Grande       | Principal Capitán Ignacio Carrera Pinto - El Guanaco - Panamericana Norte - San Ignacio - Cerro Santa Lucía - Pdte. Eduardo Frei Montalva - La Montaña - General San Martín Norte - Río Claro - La Montaña Norte |
| Viajaquí     | Chicureo           | Autopista Vespucio Norte - Los Libertadores - General San Martín - Autopista Los Libertadores - Avenida El Valle - Chamisero - Avenida Chicureo - Piedra Roja |
| Viajaquí     | Colina             | Autopista Vespucio Norte - Los Libertadores - General San Martín - Caupolicán - Autopista Los Libertadores - General San Martín - Peldehue |

### Servicios especiales
| Servicio          | Destino           | Recorrido                |
| ----------------- | ----------------- | ------------------------ |
| Universidad Mayor | Vespucio Norte    | Hasta Vespucio Norte     |
| Universidad Mayor | Campus Huechuraba | Hasta Camino La Pirámide |